# Chuks Aneke
Pour les articles homonymes, voir Aneke.
Chukwuemeka « Chuks » Aneke, né le 3 juillet 1993 à Newham (Londres), est un footballeur anglais qui évolue au poste de milieu de terrain.

## Biographie

### En club
D'origine nigériane, Chuks Aneke rejoint le centre de formation d'Arsenal en 2001. Intégré à l'effectif réserve des Gunners en 2009, il y signe son premier contrat professionnel l'année suivante. Début 2011, le jeune joueur anglais signe un nouveau contrat de longue durée avec le club londonien.
Le 20 septembre 2011, Aneke dispute son premier match avec Arsenal à l'occasion du match de League Cup face à Shrewsbury Town (victoire 3-1) en entrant sur le terrain en fin de rencontre.
Le 22 novembre suivant, il est prêté pour deux mois à Stevenage, club de D3 anglaise. À la suite des bonnes prestations d'Aneke, ce prêt est prolongé jusqu'en mars en vue d'une prolongation jusqu'à la fin de la saison. Il réintègre cependant l'effectif réserve des Gunners début mars.
Le 22 mars 2012, Aneke est prêté à Preston North End jusqu'à la fin de la saison. Deux jours plus tard, il marque son premier but face au Bury FC. Il dispute six autres rencontres avant de réintégrer l'effectif réserve des Gunners.
Le 7 septembre 2012, il est prêté pour un mois à Crewe Alexandra. Ce prêt est prolongé d'un mois début octobre puis d'un nouveau mois le 12 novembre suivant.
Le 21 juin 2014, Aneke s'engage pour trois ans avec le club belge du SV Zulte Waregem.
Le 2 août 2016, il s'engage avec Milton Keynes Dons.
Le 28 juin 2019, Aneke rejoint Charlton Athletic.
Le 25 juin 2021, il rejoint Birmingham City.
Le 14 janvier 2022, il rejoint Charlton Athletic.

### En sélection
Après avoir porté les couleurs de l'Angleterre en moins de 16 ans, Chuks Aneke fait partie de la sélection anglaise des moins de 17 ans qui se qualifie pour la phase finale du Championnat d'Europe 2010. Cependant, une blessure l'empêche de poursuivre l'aventure et il est remplacé par Saido Berahino au beau milieu de la compétition. L'Angleterre remporte le tournoi après sa victoire sur l'Espagne (2-1). 
Début 2011, Aneke est approché par le Nigeria pour disputer le match amical face à l'Argentine. Il est finalement sélectionné en équipe d'Angleterre des moins de 19 ans.

## Statistiques
| Saison    | Club              | Pays               | Championnat         | Coupes nationales | Coupes d’Europe       |
| --------- | ----------------- | ------------------ | ------------------- | ----------------- | --------------------- |
| 2011-2012 | Arsenal           | Premier League     | -                   | 1 match           | -                     |
| 2011-2012 | Stevenage         | League One         | 6 matchs            | -                 | -                     |
| 2011-2012 | Preston North End | League One         | 7 matchs / 1 but    | -                 | -                     |
| 2012-2013 | Crewe Alexandra   | League One         | 30 matchs / 6 buts  | 8 matchs / 2 buts | -                     |
| 2013-2014 | Crewe Alexandra   | League One         | 40 matchs / 14 buts | 4 matchs / 2 buts | -                     |
| 2014-2015 | SV Zulte Waregem  | Jupiler Pro League | 30 matchs / 2 buts  | 4 matchs / 1 but  | 4 matchs / 1 but (C3) |
| 2015-2016 | SV Zulte Waregem  | Jupiler Pro League | 11 matchs / 2 buts  | 1 match / 0 but   | -                     |

Dernière mise à jour le 28 septembre 2014

## Palmarès

### En sélection
- Vainqueur du Championnat d'Europe des moins de 17 ans en 2010.